# Fêtes de Bayonne
Pour les articles homonymes, voir Bayonne (homonymie).
 (juillet 2009).
Si vous disposez d'ouvrages ou d'articles de référence ou si vous connaissez des sites web de qualité traitant du thème abordé ici, merci de compléter l'article en donnant les références utiles à sa vérifiabilité et en les liant à la section « Notes et références ».
Les fêtes de Bayonne (Baionako Bestak en basque, Las Hèstas de Baiona en gascon, graphie de l'IEO occitan) sont la période des fêtes dans la ville de Bayonne (Pyrénées-Atlantiques) qui commence le mercredi qui précède le premier week-end du mois d'août (normalement le premier mercredi du mois d'août mais le début a été avancé depuis quelques années en raison d'une affluence devenue trop importante) et se termine le dimanche suivant (en cas de week-end à cheval sur les deux mois, elles s'achèveront toujours le premier dimanche d'août).
En 2004, ces fêtes réunissaient entre 1,3 et 1,5 million de visiteurs, faisant de ces fêtes les plus importantes de France. La tenue de rigueur est blanche, accompagnée d'un foulard et d'une ceinture rouges (cinta, zinta ou faja). Cette tenue, non traditionnelle de la région, provient en fait de la province basque de Navarre en Espagne. La pratique festive des fêtes de Bayonne est inscrite à l'Inventaire du patrimoine culturel immatériel français.
La ville est membre de l'Union des villes taurines françaises. Durant les fêtes, deux corridas ont lieu.

## Histoire des fêtes

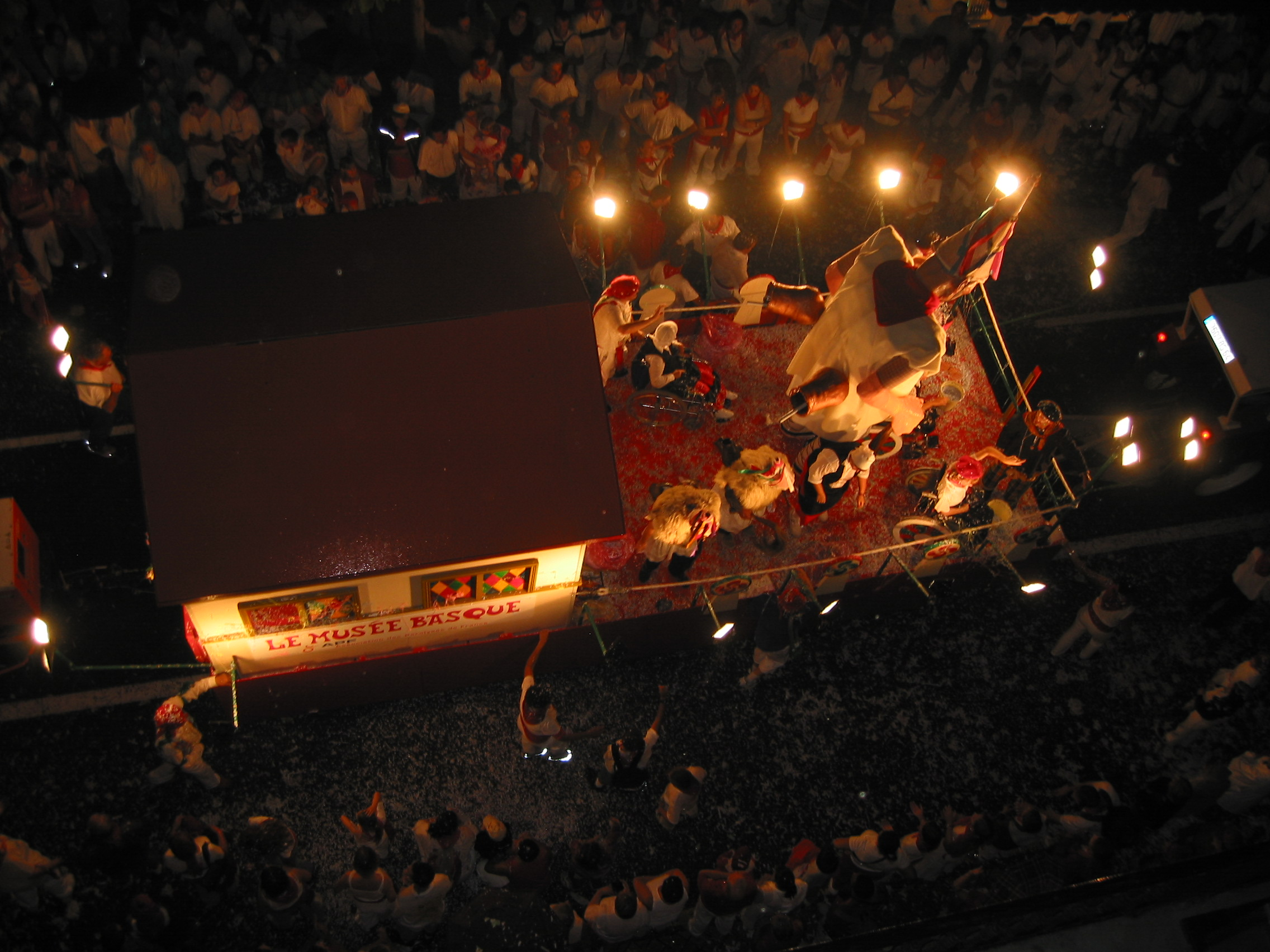
Corso lumineux 2004 - Char du musée basque

Les fêtes de Bayonne (qui s'appelaient à l'époque « grandes fêtes d'été ») ont eu lieu pour la première fois en 1932, inspirées des fêtes de Pampelune (sanfermines, fêtes de San Fermin).
Les premières fêtes de Bayonne ont été officiellement déclarées ouvertes le mercredi  13 juillet 1932 et ne se sont interrompues que pendant les années de guerre de 1940 à 1944. Une bande de copains de la section rugby de l'Aviron bayonnais fréquente les fêtes de Pampelune et propose de créer celles de  Bayonne dans le même esprit. L'idée est concrétisée par le Comité des fêtes de l'époque et son président Benjamin Gomez qui proposent à la municipalité un programme de qualité accompagnant la célébration du 14 juillet : grande journée basque proposant aubades, passes-rues, concerts, partie de pelote basque; grande journée du commerce local avec courses de vaches dans les rues du Petit Bayonne; journées des fleurs avec le corso, un concours de chars décorés par des associations pour le samedi des fêtes, les chars circulant dans Bayonne; première sortie des géants bayonnais, créés également par Benjamin Gomez.
En 2005, un record (record du monde) a été battu avec un paquito chocolatero long de 1 400 mètres et 4 000 personnes.
En 2006, ce record a été battu avec 5 100 personnes pour une longueur de 1 700 mètres.
En 2007, ce record a de nouveau été battu avec 6 000 personnes pour une longueur de 2 000 mètres.
En 2008, ce record a de nouveau battu avec 7 764 personnes pour la longueur de 2 588 mètres.
Depuis quelques années, une affluence record dépassant le million de personnes cumulées sur 5 jours est enregistrée. Cela place cet événement parmi les fêtes françaises les plus importantes en termes d'affluence. Les critères de comparaison sont cependant insuffisants (affluence cumulée, renouvellement du public, etc). Ces fêtes sont parfois présentées comme parmi les plus fréquentées au monde. Cette affirmation est fausse.
En 2018, l'accès aux fêtes de Bayonne devient payant pour les non-résidents et les non-invités, avec un droit de 8 euros à acquitter contre la remise d'un sésame bracelet. Ce tarif augmente dès 2022 à 10 euros puis de nouveau en 2023 à 12 euros avant de s'établir à 15 euros en 2024.
Durant deux années consécutives (en 2020 et 2021), les fêtes de Bayonne ont été annulées en raison de l’épidémie de Covid-19.
En 2024, les fêtes de Bayonne seront exceptionnellement avancées à la mi-juillet en raison des Jeux Olympiques 2024.

## Couleurs
Pendant la période des fêtes, deux couleurs sont prédominantes : le blanc et le rouge. La tenue officielle est le blanc avec le foulard rouge et la ceinture rouge.

Mais les couleurs de la tenue ont évolué depuis l'origine. Lors des premières fêtes, en 1932, les couleurs étaient le bleu et le blanc (le bleu venait du bleu de travail des ouvriers). Ce bleu fut ensuite remplacé par le rouge, à l'instar des fêtes de Pampelune, les Sanfermines, où le rouge et le blanc sont les couleurs officielles. Une polémique continue de nos jours, une minorité préférant les bleu et blanc originels (qui peuvent se rapporter aussi aux couleurs du club omnisports le plus important de la ville, l'Aviron bayonnais). On peut aussi trouver du vert, une autre des couleurs du drapeau basque.

## Déroulement
Tout d'abord, les fêtes de Bayonne s'étalent depuis quelques années sur cinq jours (elles commencent le mercredi précédant le premier week-end d’août). La tradition basco-gasconne y est représentée : pelote, musiques et danses régionales, corridas, courses de vachettes (dont une fictive pour les enfants, l’encierro ttiki), tandis que défilés de chars, bandas, concerts, bals, toros de fuego, feux d'artifice et fête foraine animent les fêtes pendant lesquelles la marionnette du roi Léon veille attentivement sur ses ouailles.
Héros d'une bande dessinée de Jean Duverdier, ce personnage est inspiré d'une figure de la vie bayonnaise, Léon Dachary (Raphaël Dachary à l'état-civil), réputé à l'époque pour ses frasques.
C'est lui qui lance les fêtes en jetant, du balcon de la mairie, les fameuses clés de la ville, avec une personnalité invitée : Luis Mariano, Johnny Hallyday en 1960, Zazie, Jean-Jacques Goldman (2002), Francis Cabrel, Guy Forget, Tony Estanguet en (2005), Anne-Sophie Lapix, Jules-Édouard Moustic et Éric Bayle en 2006, Hélène Ségara, Bernard Lavilliers, certains membres de l'équipe des Girondins de Bordeaux comme Lilian Laslandes, Élie Baup et François Grenet ou encore des membres de l'Aviron bayonnais rugby pro. En 2007, Yannick Noah a eu l'honneur de jeter des clés du balcon de la mairie accompagné de Mathieu Crépel et de Richard Dourthe. En 2008, ce sont Christophe Hondelatte et Jean-Michel Aphatie, originaires de la région, accompagnés d'Amélie Mauresmo. En 2009, l'ouverture a été réalisée par Laurent Gerra, Craig Gower, Rémy Martin et Julien Puricelli. En 2010, c'est Frédéric Beigbeder, dont des membres de sa famille sont installés à Guéthary, qui ouvre les fêtes. En 2011, c'est Philippe Guillard (commentateur sportif sur Canal+ et néo-réalisateur) qui est l'invité d'honneur. En 2012, Vincent Cassel fait partie des invités vedettes.
Le dimanche est le jour des messes : deux sont célébrées simultanément, celle des bandas en l’église Saint-André, l'autre en la cathédrale de même qu’en la collégiale Saint-Esprit. Le soir, un corso fleuri défile dans les rues et présente les différents chars décorés par des associations de la ville. La cérémonie de clôture sur la place de la mairie marque la fin des fêtes, c'est alors que chaque festayre retire son foulard rouge.

## Incidents
L'affluence extrêmement importante et la vente massive d'alcool y causent les incidents habituels dans ce genre de manifestations, malgré notamment une forte campagne publicitaire pour le civisme, la sécurité et la prévention diffusée à grande échelle en 2008 et qui appelait également à adopter l'esprit des fêtes, qui impose de respecter la ville ainsi que les traditions locales.
Lors de l'édition 2012, aucun incident grave n'a été évoqué à l'exception d'une personne encadrant les courses de vaches, grièvement blessée à la suite d'un coup de corne d'une vachette dont la protection n'avait pas tenu.
Lors de l'édition 2013, un viol a été commis en marge des festivités.
À la suite des attentats de Nice du 14 juillet 2016, l'édition 2016 a été maintenue malgré le contexte. L'ouverture des Fêtes a été avancée à 19h (lancer des clés et mascleta annulés), la journée des enfants a été annulée, le feu d'artifice de fermeture a été maintenu.
L'édition 2023, rassemblant plus de 1,3 million de personnes, est marquée par une propagation du Covid-19. Une fois les fêtes terminées, un dépistage révèle 70 à 90 % de cas positifs. Face à la forte demande, les pharmacies sont rapidement à court d’autotests. Le taux de contamination se limite cependant à 13 cas pour 100 000 habitants, et aucune hospitalisation n'est enregistrée.
La même année, le jour de l’ouverture des fêtes, un résident de Bayonne âgé de 46 ans est agressé devant son domicile par trois hommes qui urinaient devant l’immeuble. Placé en coma artificiel, il succombe à ses blessures le 3 août à l’hôpital de Bayonne. La nouvelle de son décès suscite l’indignation et un rassemblement est organisé devant la mairie le vendredi 4 août. Cet événement remet sur le devant de la scène la question des débordements, récurrents en marge des festivités ou au cours de celles-ci. En outre, des plaintes ont été déposées par plusieurs femmes pour des faits de violences.
Lors de l'édition 2024, un homme de 58 ans a été agressé place des Basques, sur la gare routière installée pour les fêtes de Bayonne, dans la soirée du 11 juillet. Il est décédé des suites de ses blessures. L’auteur présumé des faits est en détention provisoire, une enquête pour meurtre est en cours.
En réaction à cette succession d'incidents, auxquels s'ajoutent le triste bilan de la foire au jambon de Bayonne qui s'est déroulé quelques mois plus tôt, le plan "Angela" est déployé pour l'édition 2025. Au cours de cette édition, on compte un policier blessé suite à une bagarre.

## Déplacements
De nombreux moyens de déplacements sont mis en place durant ces 5 jours de fêtes afin d'éviter aux festayres de prendre leurs voitures. Des trains de nuits sont mis en place, tout comme des centaines de bus desservant toute l'agglomération Côte Basque - Adour pour la partie urbaine et des lignes interurbaines pour les Landes et les Pyrénées Atlantiques.

## Sécurité
Chaque année, des centaines de personnes sont mobilisées afin d'assurer la sécurité des festayres et plusieurs compagnies de CRS sont déployées sur Bayonne ou dans les principales gares et haltes routières limitrophes. De plus, des agents de la SUGE-SNCF de plusieurs régions sont présents dans chaque gare et train des fêtes. Les gendarmes et policiers nationaux assurent les contrôles d'alcoolémie. Le SAMU local coordonne un dispositif sanitaire extra-hospitalier de grande ampleur, auquel participent plusieurs dizaines de secouristes bénévoles de la Croix Rouge et de la Protection Civile, ainsi que des dizaines de pompiers venant de centres voisins à Bayonne (Landes, Gironde et Lot et Garonne).

## Galerie

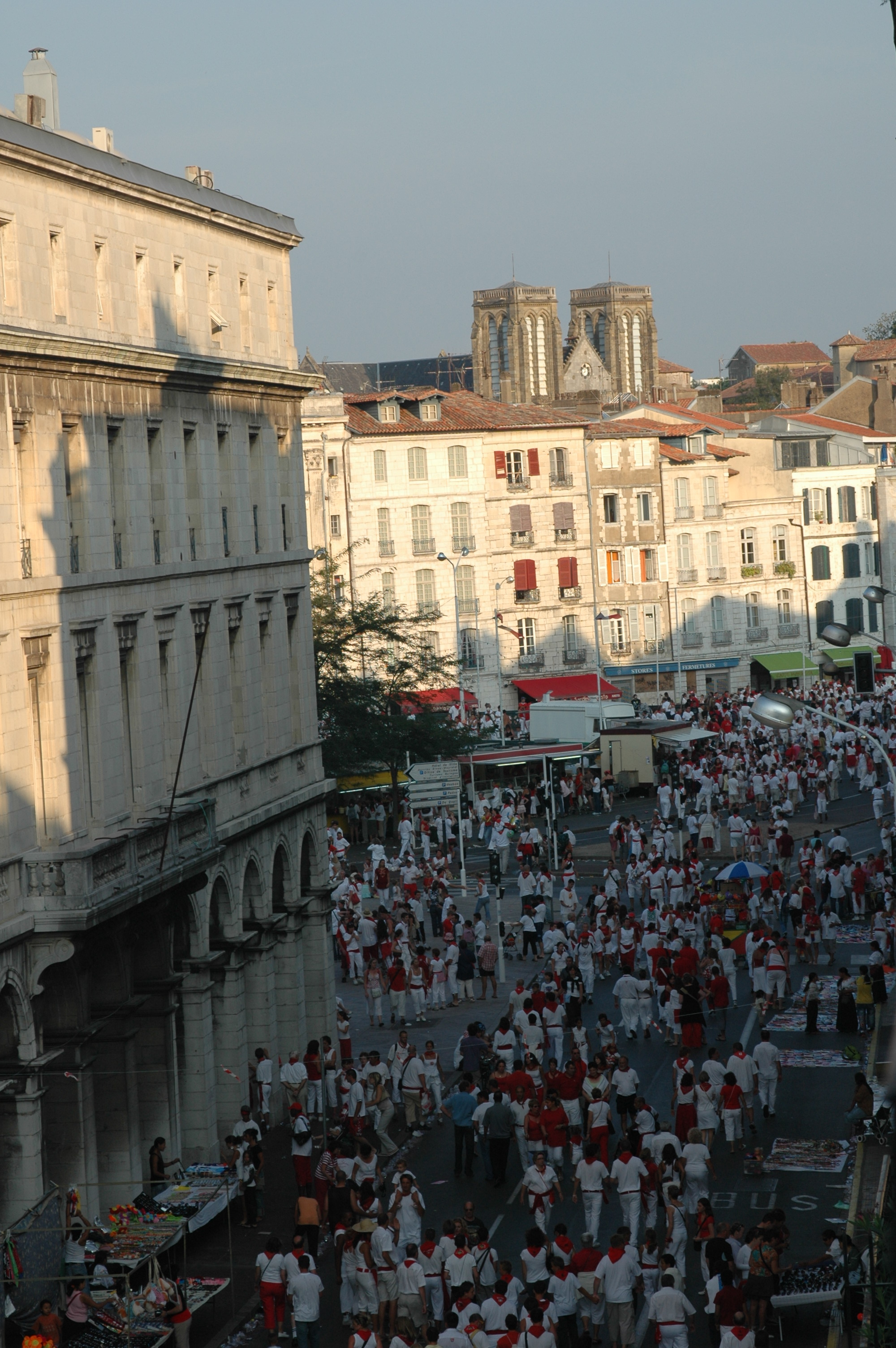
Fêtes 2006, en rouge et blanc
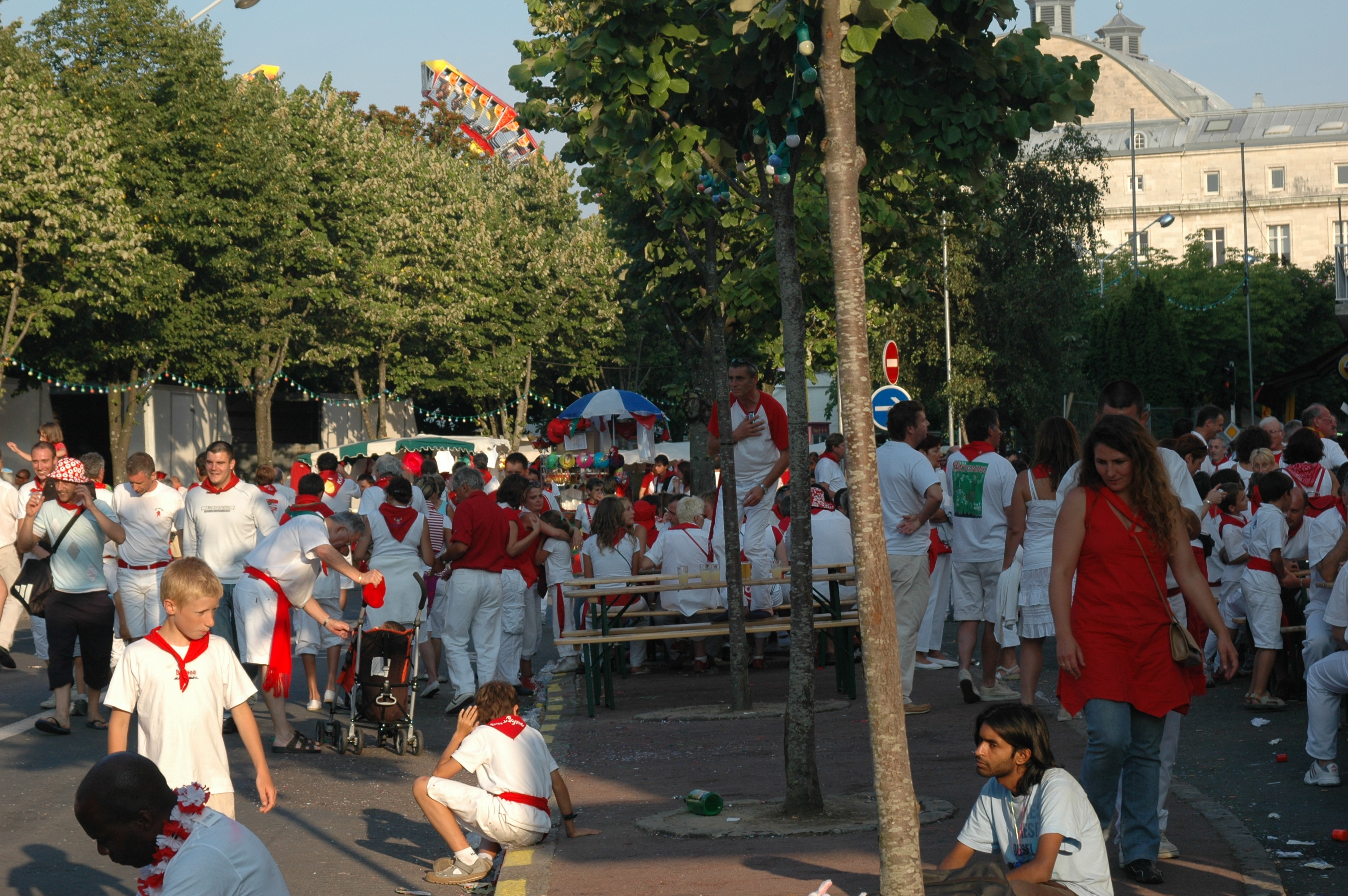
Fêtes 2006, rassemblement de festayres
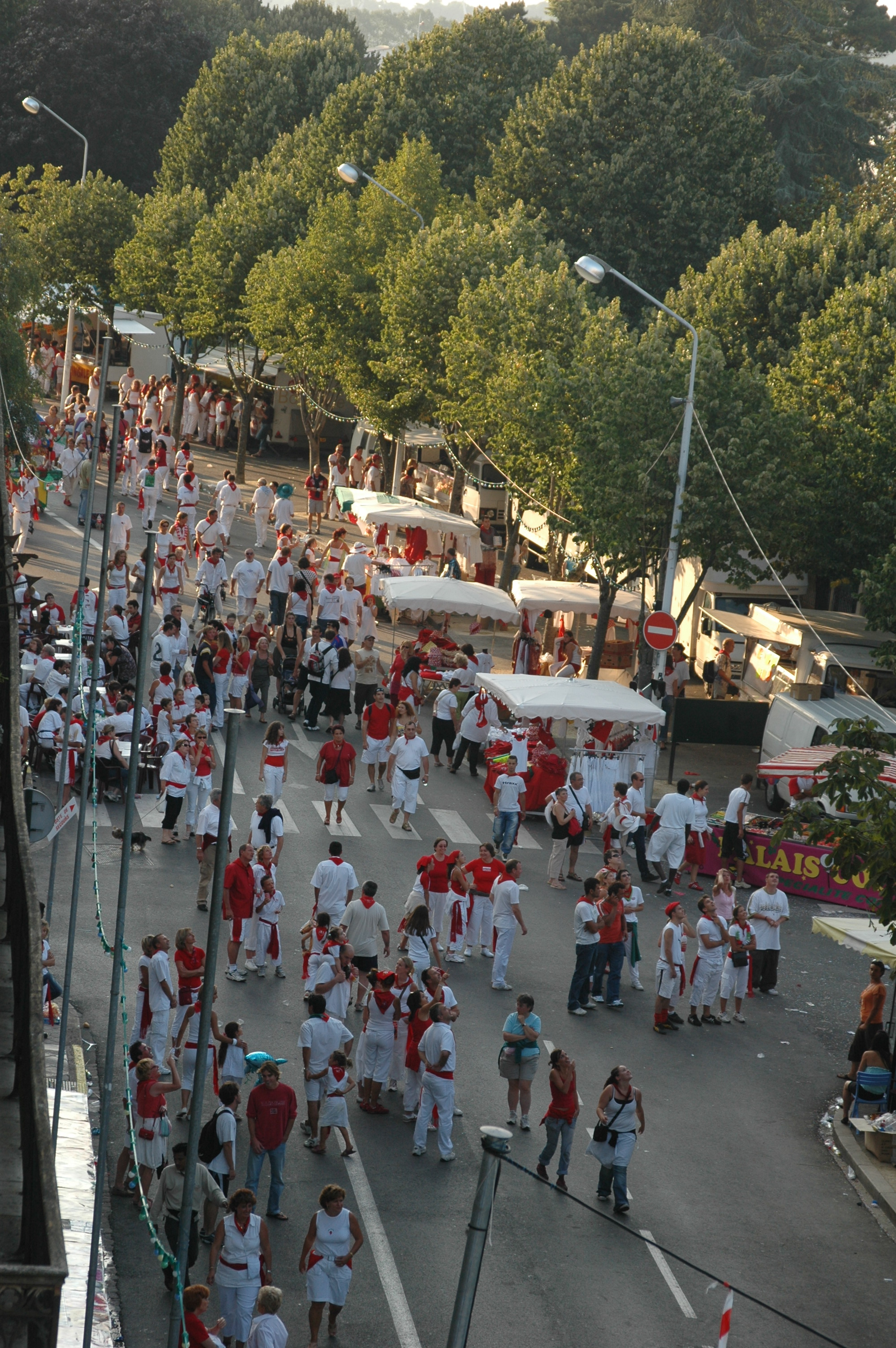
Fêtes 2006, rassemblement de festayres
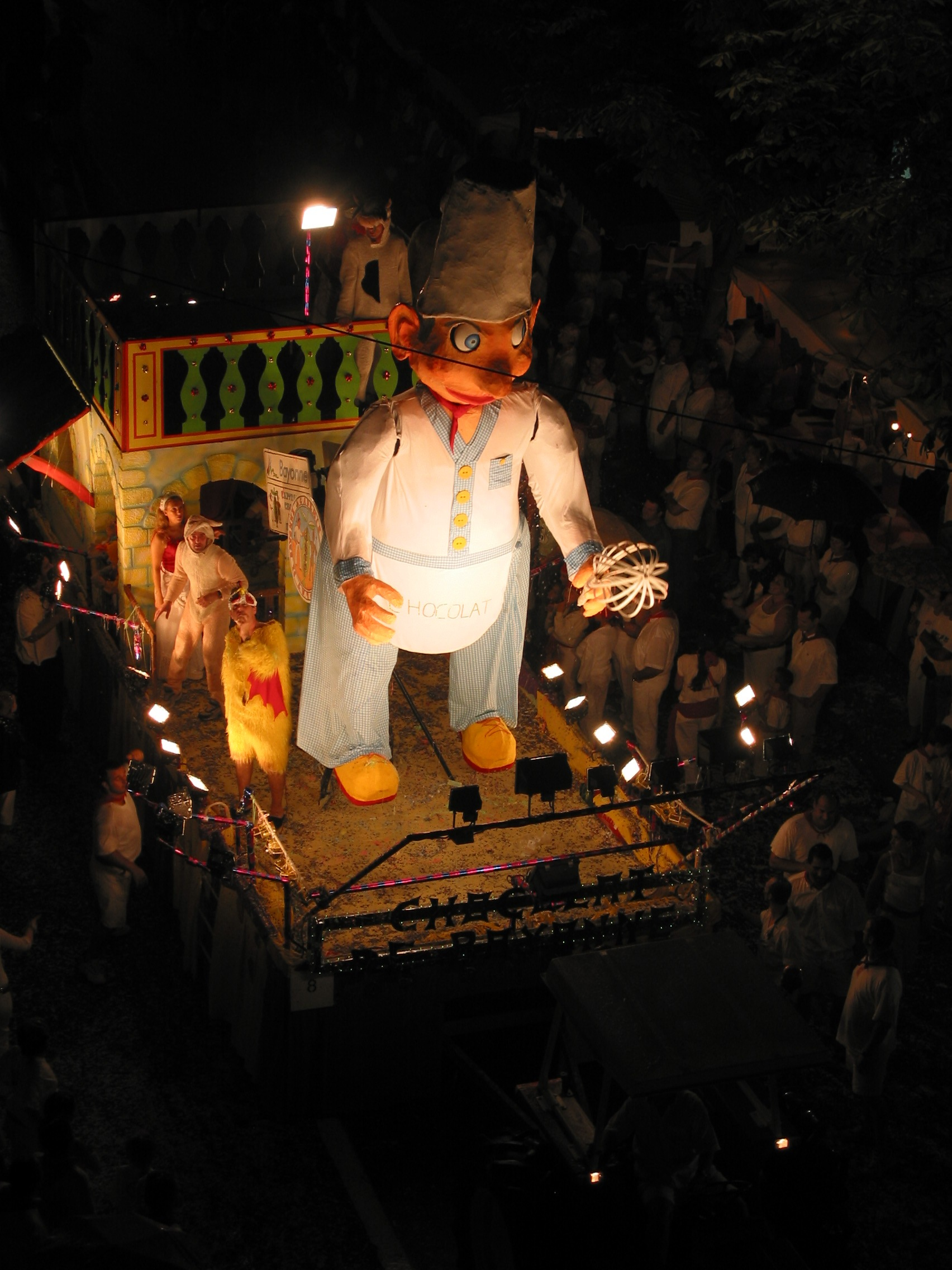
Corso lumineux 2004
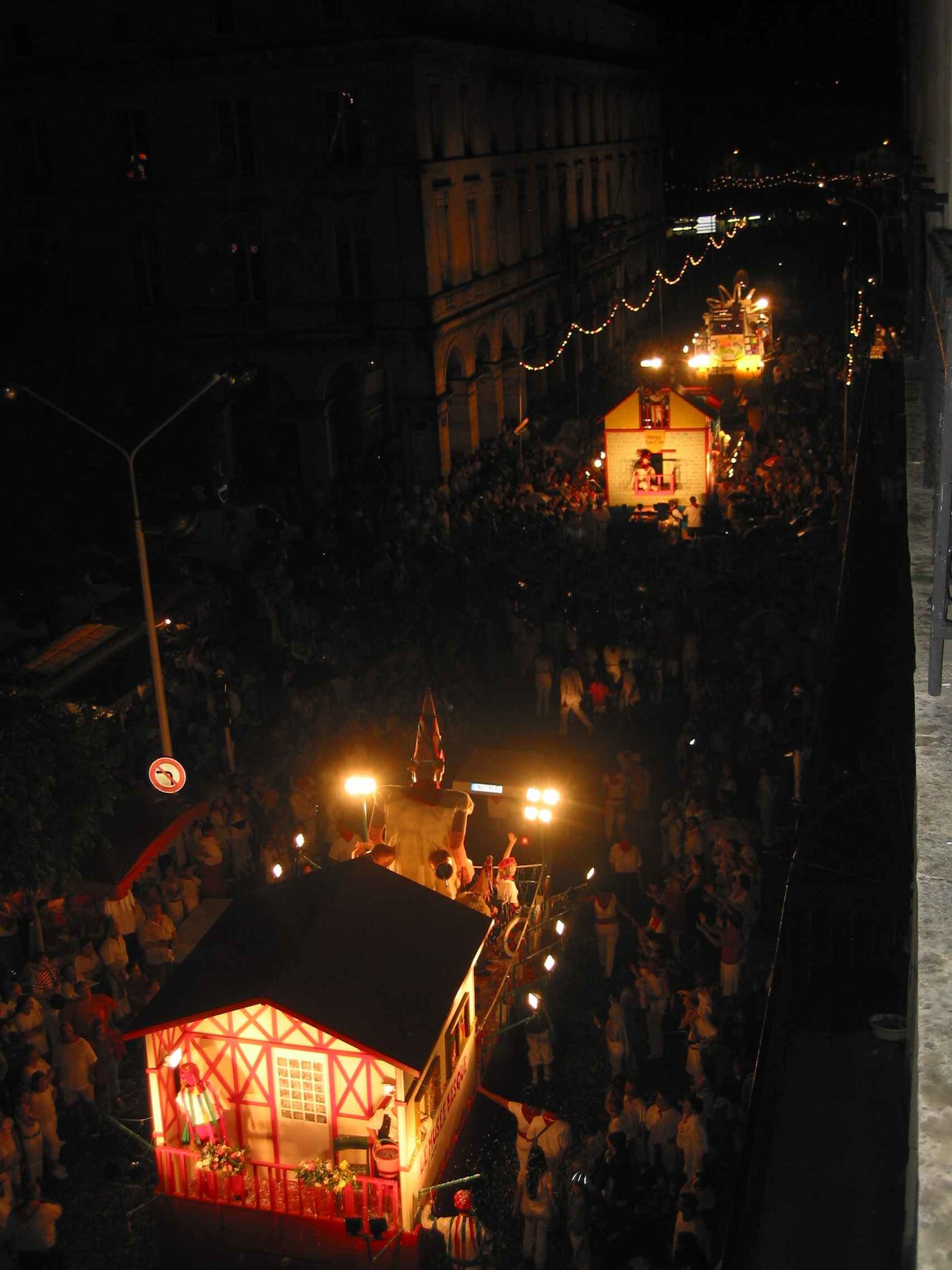
Corso lumineux 2004
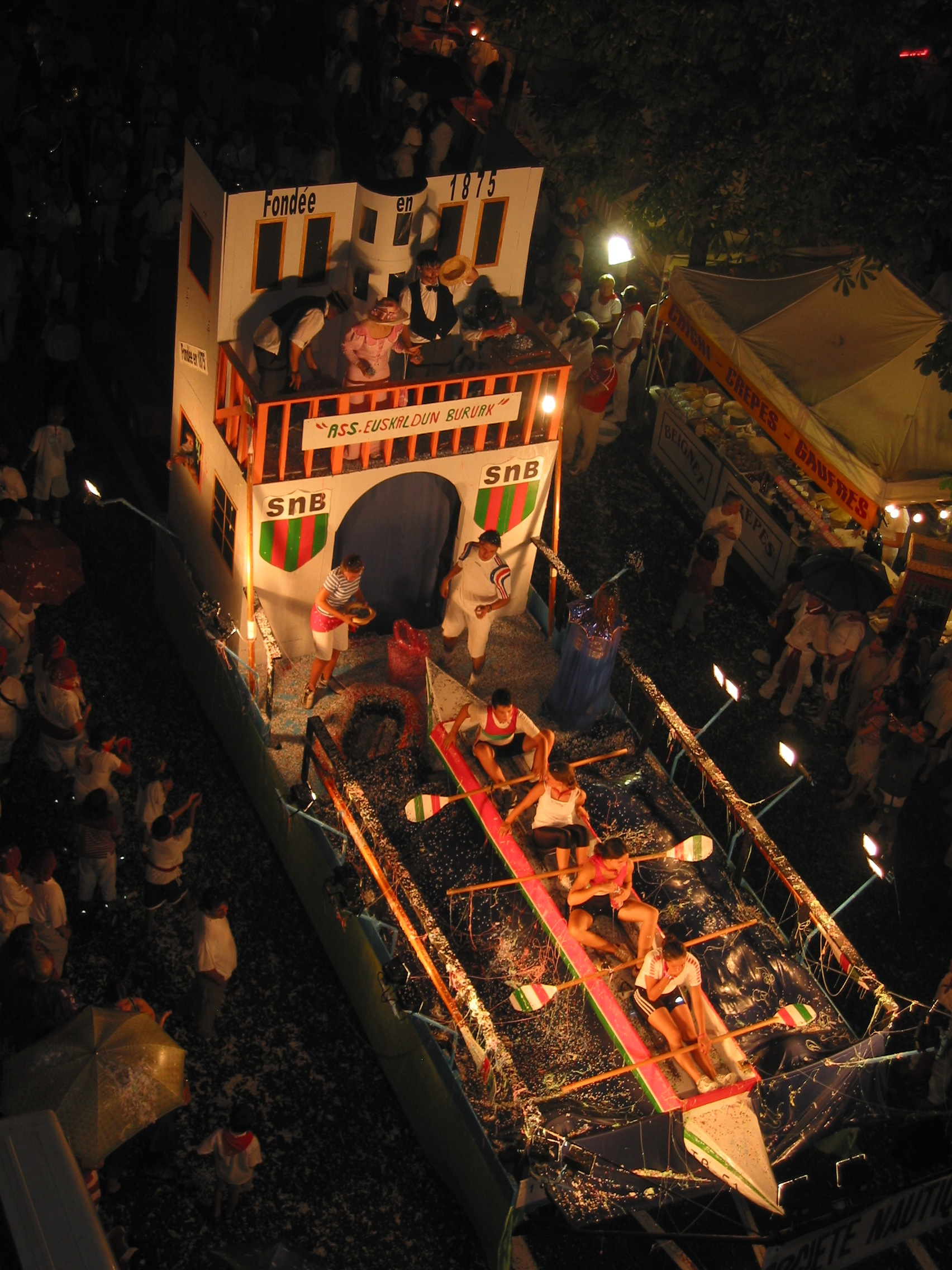
Corso lumineux 2004
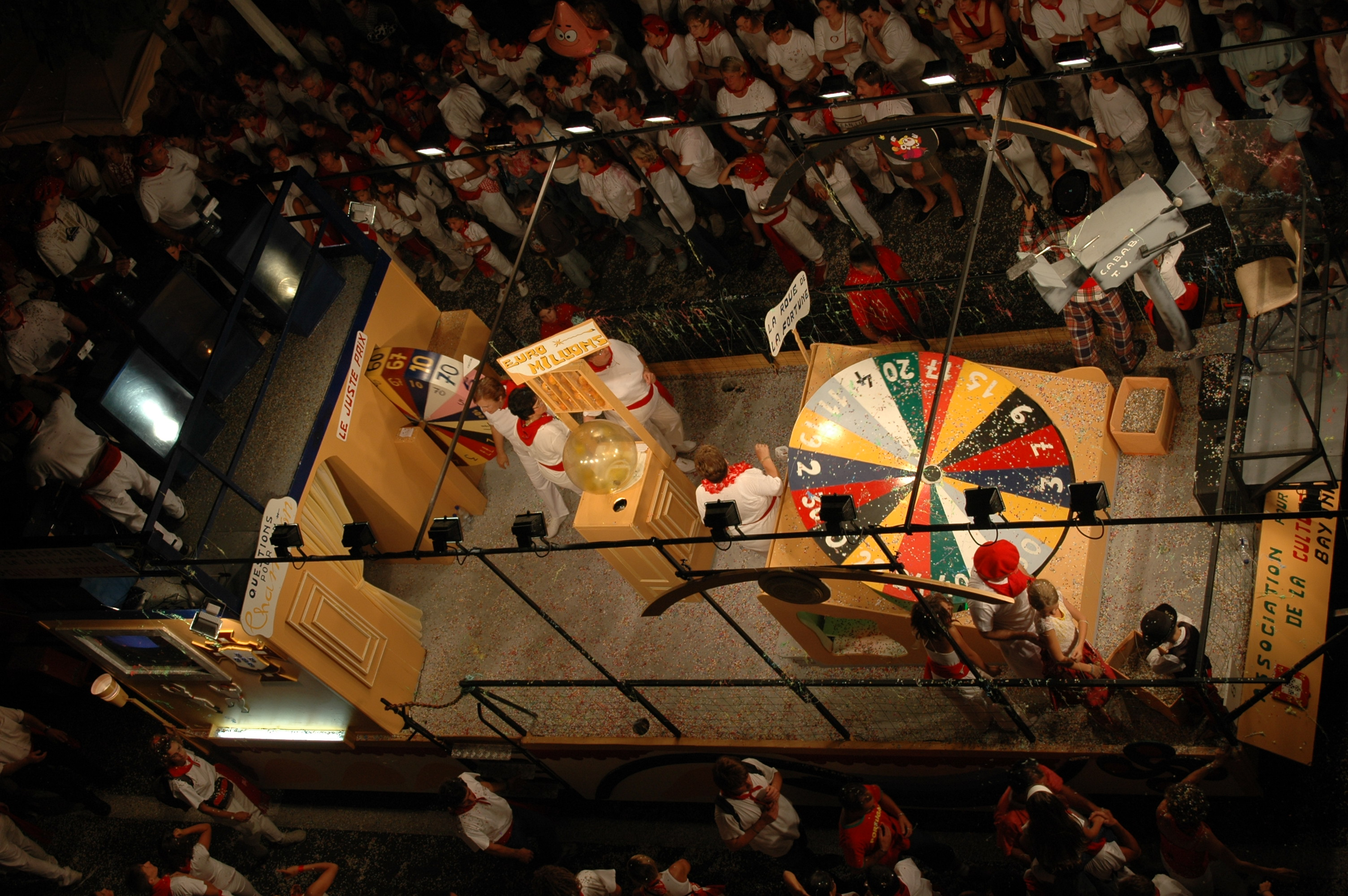
Corso lumineux 2006 : le jeu
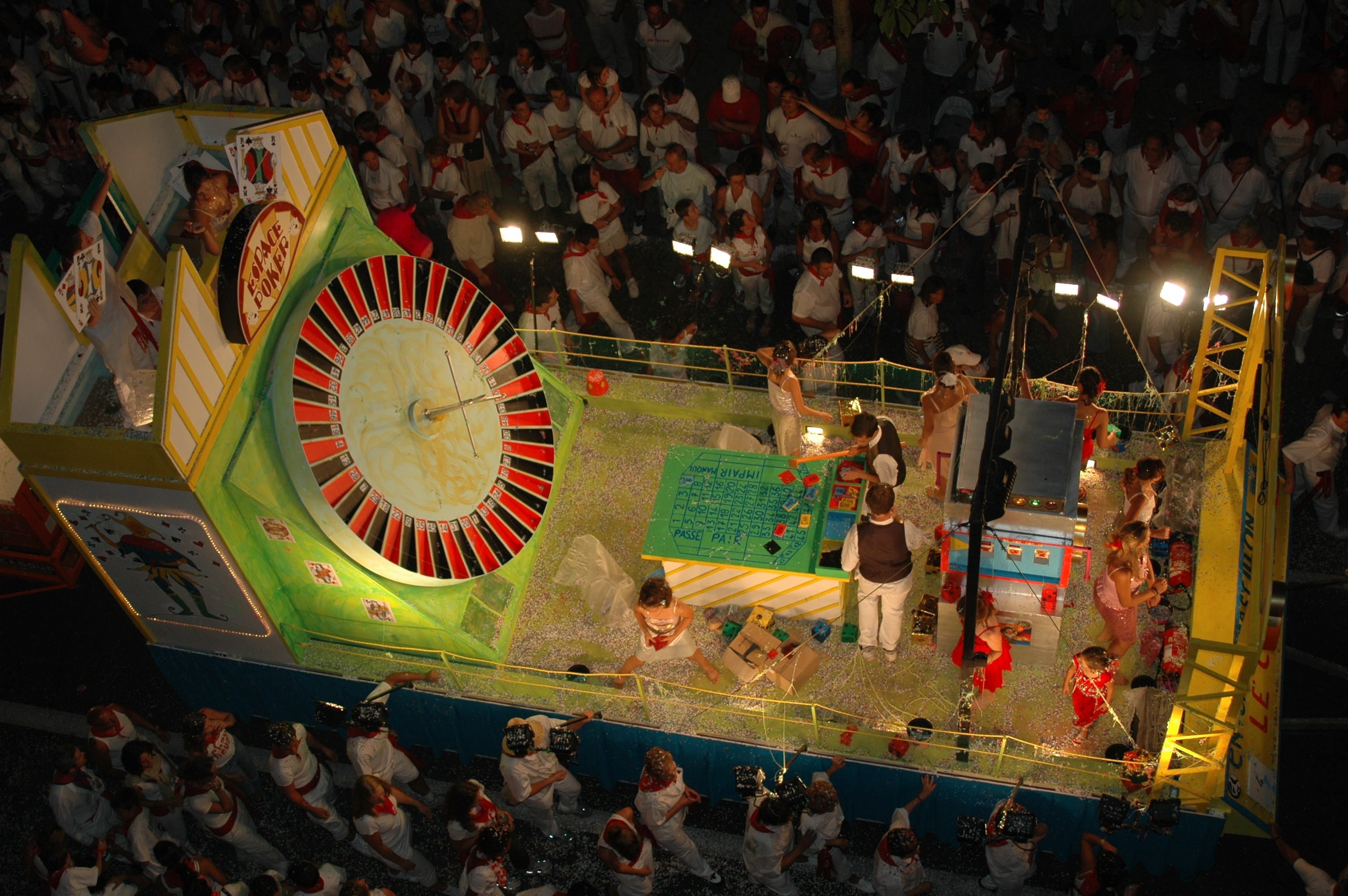
Corso lumineux 2006 : le jeu
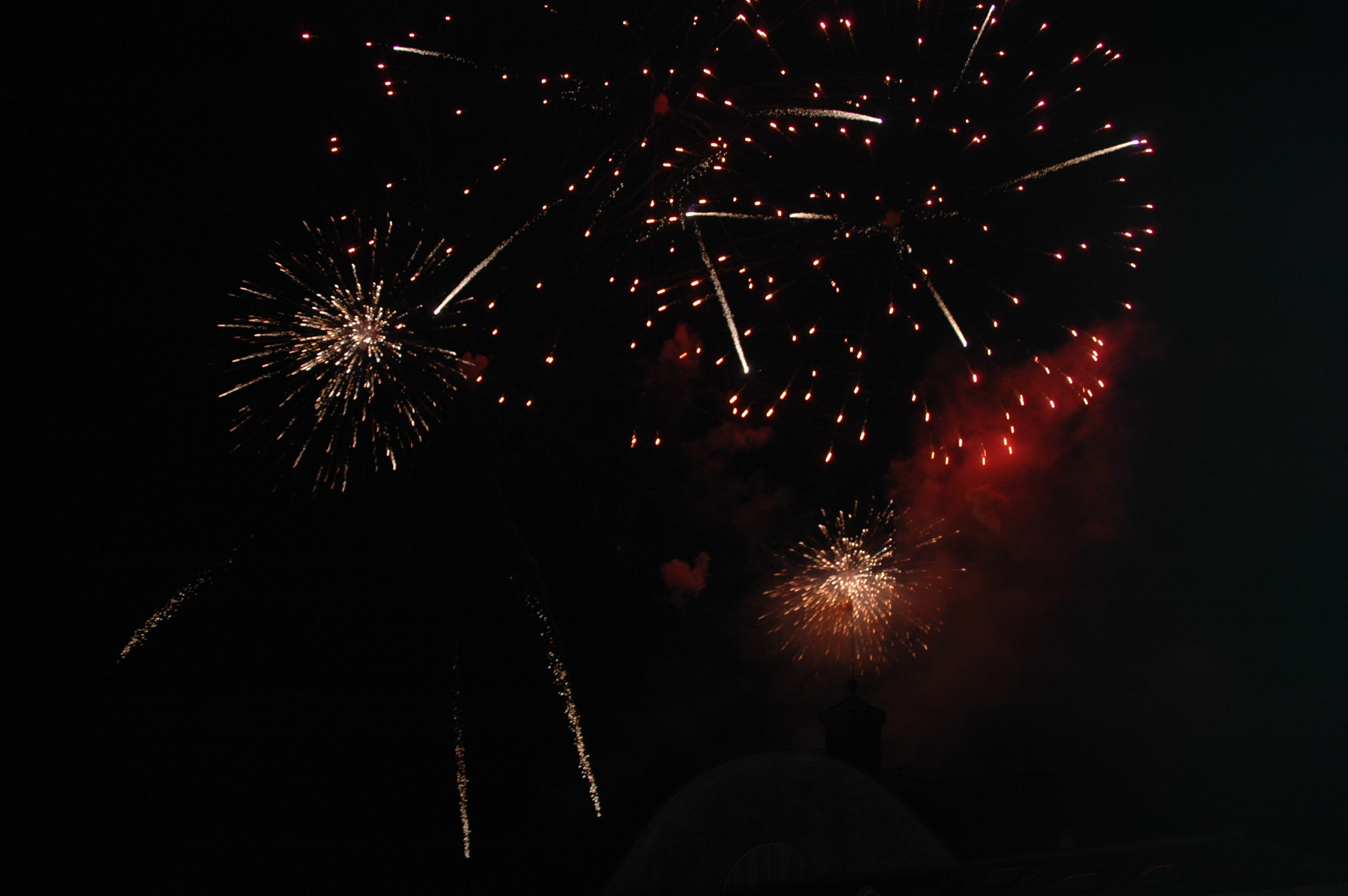
Fêtes 2006, feu d'artifice de clôture